# Paco Collado
Francisco Collado, más conocido como Paco Collado (Vallecas, Madrid, España, 9 de diciembre de 1960) es un actor, monologuista y humorista español. Ha desarrollado gran parte de su carrera como colaborador en Cruz y Raya y de los programas en solitario de José Mota.

## Biografía
Paco Collado nació en el madrileño barrio de Vallecas en 1960. Actualmente reside en Moratalaz con su pareja y sus 3 hijos. Debutó en televisión en la década de los 90 en el programa de  Lluvia de Estrellas imitando a Joan Manuel Serrat. Es un colaborador habitual de los trabajos de José Mota y Juan Muñoz (Cruz y Raya). Desde noviembre de 2013 comienza a colaborar en el programa Me resbala de Antena 3.

## Personajes

### "El Aberroncho"
"El Aberroncho" es el personaje más famoso de Collado. Aparecido por primera vez en la temporada inicial de La Hora de José Mota en 2009, "El Aberroncho" es un sujeto rústico tocado con una boina, cuya mayor característica es su voz cavernosa, espesa y arrastrada, basada en la de Rafael Taibo, narrador de los documentales de El Mundo Submarino de Cousteau. Generalmente, "El Aberroncho" aparece dando largos discursos sin sentido, utilizando una gramática confusa y llena de palabras y frases como "¡Joaquineee!" o "aberroncharse contra el rocaje vivo", y siempre usando una temática absurdista protagonizada por animales personificados como "el borrico Isaías" (o Jeremías), "la jineta Montse", "el oso Matías" y otros, todos ellos narrados con gran sapiencia por "El Aberroncho". Junto a todo ello, suele intercalar silbidos entre las palabras, y ocasionalmente rompe a cantar canciones populares. A pesar de sus extravagantes apariciones, "El Aberroncho" es considerado por Collado como un personaje benigno.
El origen de la expresión "¡Joaquineee!" proviene de una anécdota de Collado con Joaquín Luqui y el mismo Rafael Taibo. Collado se encontraba haciendo un curso de arte dramático cuando conoció a Joaquín Luqui, y se hicieron amigos con rapidez. Un día, estando ambos en Radio Madrid, Taibo se acercó y saludó a Luqui entonando «¿Cómo estás, Joaquiiiinnnee?». De ahí salió la expresión más famosa del Aberroncho. El nombre del personaje originalmente fue pensado por Collado como "El Abejaruco", pero decidió cambiarlo por "El Aberroncho" en un golpe de improvisación mientras rodaba el primer capítulo de La Hora de José Mota.

### "El Espindargo"
El Espindargo es un personaje utilizado por Collado en la tercera temporada de La Hora de José Mota. El concepto original del personaje es un locuaz taxista que ofrece a su pasajero (José Mota) la posibilidad de disfrutar de una tarifa reducida, en la que disminuye el precio del viaje si le permite desahogarse con él. Tras la afirmativa del pasajero, el "Espindargo" comienza un vehemente y entusiasta monólogo sobre música, cine y otros temas, desatendiendo la conducción del taxi y desorientando y alarmando cada vez más al cliente. Normalmente, el taxista termina atacándole a puñetazos y golpeándole con una sartén hasta que finaliza el trayecto.
Después su primera aparición, "El Espindargo" comenzó a aparecer no sólo conduciendo un taxi, sino también una ambulancia, pilotando un avión, de maître en unos baños e incluso apareciendo como un compañero de celda del otro personaje.

### "Burriagas"
"Burriagas" aparece en los sketches de "El Tío La Vara" y "La Leyenda del Tío La Vara" en La Hora de José Mota. Era el consejero del "Tío La Vara", al que apoyaba en su lucha contra el "Capitán Fanegas" hasta la muerte de ambos. Tras el fallecimiento de su amigo se llevó la vara, pero fue incapaz de controlar su poder y ella corrompió su mente, en clara parodia de la criatura "Gollum" de El Señor de los Anillos. Termina siendo controlado por el malvado Tendero.

### "Ricardo Boquerone"
Ricardo Boquerone es una parodia del cantante Tonino Carotone, caracterizado por su tendencia a cantar continua e insistentemente la canción Me cago en el amor de dicho autor. El personaje es un galán italiano que sostiene un puro en la mano y ostenta un bigote negro pintado, siempre vestido con traje, corbata y sombrero, y que, en ocasiones, mueve los labios de forma extraña. En varias de sus apariciones trata de seducir a mujeres (e incluso a hombres) susurrándoles en italiano al oído, pero estos intentos suelen fracasar por el visible hastío que "Boquerone" produce en todo aquel que le oye. A pesar de ello, la mayoría de sus sketches suelen terminar con él saliendo de un lugar con un tropel de gente a sus espaldas, cantando una versión instrumental de la mencionada canción.
Apareció por primera vez en el segundo programa de La noche de José Mota que emitió Telecinco y a partir de entonces ha ido ganando fama, llegando a hacer apariciones conjuntas con el mismo Carotone. Collado concibió al personaje como la versión italiana del "Aberroncho", dotado de un carisma muy similar.

## Trabajos

### Cine
| Año  | Título                                    | Personaje                   | Dirección                        |
| ---- | ----------------------------------------- | --------------------------- | -------------------------------- |
| 2024 | Por tus muertos                           | Guardia Civil 1             | Sayago Ayuso                     |
| 2023 | Vacaciones de verano                      | Chófer                      | Santiago Segura                  |
| 2022 | A todo tren 2. Sí, les ha pasado otra vez | Piloto Helicóptero          | Inés de León                     |
| 2022 | ¡Sálvese quien Putin!                     | Varios                      | José Mota y Isaac Cantero        |
| 2021 | ¡A todo tren! Destino Asturias            | Revisor tren                | Santiago Segura                  |
| 2021 | García y García                           | Ricachón                    | Ana Murugarren                   |
| 2019 | Padre no hay más que uno                  | Pajares                     | Santiago Segura                  |
| 2018 | Sin rodeos                                | Eusebio                     | Santiago Segura                  |
| 2016 | 2016 Operación and the Andarán            | Obrero Mexicano             | José Mota                        |
| 2015 | Resplandor en la Moncloa                  | Conde Drácula               | José Mota y Rodrigo Sopeña       |
| 2014 | Torrente 5: Operación Eurovegas           | Vigilante Surrealista       | Santiago Segura                  |
| 2013 | Adivina quién viene esta noche... Buena   | Padre                       | Federico de Juan y Álvaro Wasabi |
| 2012 | Gaping Dead (cortometraje)                | Fransuá                     | Cristian Font                    |
| 2011 | Torrente 4: Lethal Crisis (Crisis letal)  | Preso peligroso             | Santiago Segura                  |
| 2011 | Los siete pecados capitales de provincia  | Hijo Vago / Superintendente | José Mota y Rodrigo Sopeña       |
| 2007 | Ekipo Ja                                  | García                      | Juan Muñoz                       |
| 2006 | Isi & Disi, alto voltaje                  | Policía nacional            | Miguel Ángel Lamata              |
| 2005 | Torrente 3: El protector                  | Geo 2                       | Santiago Segura                  |
| 2001 | Torrente 2: Misión en Marbella            | Jardinero                   | Santiago Segura                  |
| 2000 | ¡Ja me maaten...!                         | Chófer andaluz              | Juan Muñoz                       |
| 1990 | Ni se te ocurra...                        | David                       | Luis María Delgado               |

### Televisión
- José Mota No News (2025)
- Atasco (2024-2025)
- 30 Monedas (2024)
- José Mota Live Show (2023)
- El pueblo (2021-2023)
- ¿Y si sí? (2021)
- Hoy no, mañana (2019)
- Club Houdini (2017)
- Centro Médico (2016- 2017)
- El acabose (2017)
- José Mota presenta... (2015-2018)
- Un Dos Chef (2014)
- Los Tele Tipos (2014)
- Me resbala (2013-2015)
- La noche de José Mota (2013)
- La hora de José Mota (2009-2012)
- Plaza de España: Basílio 1x01 (2011).
- El club del chiste (1x02) (2011).
- Sábado Noche (1x01) (2006).
- Cruz y Raya.com (2001-2004).
- Este no es el programa de los viernes (1998-2001)
- Estamos de vuelta (Dos) (1996-1998)
- Esta noche cruzamos el Mississippi (1995-1997).
- Estamos de vuelta (1995)
- Tutti Frutti (1991)

### Teatro
- Monólogos en La Chocita del Oro (2010).
- El Aberronchow (2012).

### Colaboraciones
- Colaboración villancico "Regálale la Navidad" con José Mota, Oscar Casañas, los hermanos Fominaya, entre otros (2012).